# Melasina halieutis
Melasina halieutis är en fjärilsart som beskrevs av Edward Meyrick 1908. Melasina halieutis ingår i släktet Melasina och familjen säckspinnare. Inga underarter finns listade i Catalogue of Life.